# Волович, Хава Владимировна
Хава Владимировна (Вильковна) Волович (25 декабря 1916 (7 января 1917) — 14 февраля 2000) — украинская писательница, актриса, автор мемуаров о лагерной жизни.

## Биография
Хава Владимировна (Вильковна) Волович родилась 7 января 1917 года в селе Сосница в еврейской семье. В 1931 году закончила семилетнюю школу и работала наборщицей в типографии, а затем литературным корректором в редакции газеты «Колхозный труд» в городе Мена Черниговской области.
Арестована 14 августа 1937 года по обвинению в антисоветской агитации и приговорена к 15 годам ИТЛ и 5 годам поражения в правах. Срок отбывала в Севжелдорлаге (лесоповал), в Мариинских лагерях (сельхозработы), в Озёрлаге, в Джезказгане. В 1942 году родила дочь, которая умерла в лагере в 1944 году.
Многие годы участвовала в лагерной самодеятельности, была актрисой лагерных театров, начиная с ТЭКО  в Севжелдорлаге под руководством А. О. Гавронского; организовала кукольный театр.
Освобождена 20 апреля 1953 года. После лагеря до 1956 года жила в ссылке в Красноярском крае. В 1957 году вернулась на родину, в город Мена. С 1958 года руководила в местном клубе кукольным театром.
Реабилитирована 28 декабря 1963 года. 
Умерла в Мене 14 февраля 2000 года.

## Творчество
Хава Волович известна своими воспоминаниями. Она оставила очень ценные тексты — как в историческом, так и в литературном смысле. Её записки из лагеря сравнивают с рассказами Шаламова и с дневником Анны Франк.
Также ею написаны рассказы и повести, которые до сих пор не опубликованы.
Экземпляр воспоминаний «Повесть без названия», рассказы и документы Х. В. Волович хранились в архиве общества «Мемориал».

## Критика
Мемуары Волович отмечены исследователями, как стоящие особняком среди прочих. Так, журналистка Энн Эпплбаум писала о рассказе Волович в сборнике «Доднесь тяготеет»:

Даже в этой необычной коллекции эссе, некоторые из которых принадлежат известным авторам, рассказ Волович стоит особняком: она, как Елена Глинка не боится затрагивать табуированные темы.— Gulag Voices: Anthology

## Публикации
- Волович Х.В. Повесть без названия // Дни жизни. Воспоминания, рассказы. — Москва: Возвращение, 2014. — С. 6—145. — ISBN 978-5-7157-0286-9.
- Хава Волович. «Мамочный» лагерь. Бессмертный барак. — воспоминания.

Отрывки из мемуаров Хавы Волович публиковались в книгах и журналах:
- Журнал «Горизонт», № 2, 1989 г.
- Волович Х. В. О прошлом // Доднесь тяготеет. [Сб. воспоминаний]. Вып. 1: Записки вашей современницы / Сост. С. С. Виленский. — М.: Сов. пис., 1989. — С. 461—494. — ISBN 5-265-01000-9.
- Tо же. — 2-е изд. — М.: Возвращение, 2004. — С. 491—524. — ISBN 5-7157-0145-7
- Волович Х. В. О прошлом // Озерлаг: как это было / Сост. Л. С. Мухин. — Иркутск: Вост.-Сиб. кн. изд-во, 1992. — С. 55—87. — ISBN 5-7424-0550-2.
- Волович Х. О прошлом // Театр Гулага. Воспоминания. Очерки / Сост. М. М. Кораллов. — М.: Мемориал: Звенья, 1995. — С. 143—145. — ISBN 5-88255-004-1.
- Волович Хава. Повесть без названия. Главы из повести // Отечественные записки. — 2006. — № 2(27). Архивировано из оригинала 10 ноября 2007 года.
- Hava Volovich. My Past // Till my Tale is Told: women’s memoirs of the Gulag = Доднесь тяготеет (англ.) / Ed. by S. Vilensky. Transl. by J. Crowford. — Bloomington, Ind.: Indiana Univ. Press, 1999. — P. 241—278. — (Indiana-Michigan series in Russian and East European studies). — ISBN 0-253-33464-0. — перевод сборника [Виленский, 1989].
- Hava Volovich. My Child // Gulag Voices: An Anthology (англ.) / Ed. by Anne Applebaum. Transl. by Jane Ann Miller. — New Haven, Conn.: Yale Univ. Press, 2011. — P. 95—104. — ISBN 0-300-15320-1.
- Волович Хава Владимировна. Бессмертный барак. — страница памяти на сайте жертв репрессий.

Подробную аннотацию мемуаров и биографическую справку см. в кн.: Мемуары о политических репрессиях в СССР, хранящиеся в архиве общества «Мемориал»: аннотированный каталог / Сост. С. А. Ларьков. — М.: Мемориал: Звенья, 2007. — ISBN 978-5-7870-0109-9